# Purple Rain (utwór)
Purple Rain – ballada pop-rockowa amerykańskiego muzyka Prince’a, pochodząca z albumu, a także filmu o tym samym tytule. Piosenka została nagrana w klubie nocnym First Avenue w Minneapolis, w stanie Minnesota.
Singel został wydany 26 września 1984. Zajął drugie miejsce w amerykańskim zestawieniu Billboard Hot 100, a także stał się znakiem rozpoznawczym artysty. Za sprzedaż w nakładzie przekraczającym 1 mln egzemplarzy otrzymał status złotej płyty przyznawany przez amerykańską organizację fonograficzną RIAA.